# 로체스터 아메리칸스
| 로체스터 아메리칸스 |                                                                                         |
| 콘퍼런스            | 동부 콘퍼런스                                                                           |
| 디비전              | 노스 디비전                                                                             |
| 설립연도            | 1956년                                                                                  |
| 해체연도            |                                                                                         |
| 역사                | 로체스터 아메리칸스 (1956년~현재)                                                       |
| 경기장              | 블루 크로스 아레나 키뱅크 센터 (제2홈경기장)                                            |
| 연고지              | 뉴욕주 로체스터                                                                         |
| 상징색              | 파랑, 빨강, 하양                                                                        |
| 구단주              | 테렌스 페굴라                                                                           |
| 단장                | 팀 머리                                                                                 |
| 감독                | 랜디 커니워스                                                                           |
| NHL 제휴            | 버펄로 세이버스                                                                         |
| ECHL 제휴           | 신시내티 사이클론즈                                                                     |
| 정규시즌 우승       | 6 (1965, 1968, 1974, 1983, 1991, 2005)                                                  |
| 콘퍼런스 우승       | 3 (1996, 1999, 2000)                                                                    |
| 디비전 우승         | 14 (1965, 1966, 1968, 1974, 1978, 1983, 1987, 1990, 1991, 1997, 1999, 2000, 2001, 2005) |
| 칼더 컵             | 6 (1965, 1966, 1968, 1983, 1987, 1996)                                                  |
| 영구 결번           | 6, 9                                                                                    |

로체스터 아메리칸스(Rochester Americans)는 미국 뉴욕주 로체스터를 연고지로 하는 AHL의 동부 콘퍼런스 노스 디비전 소속 아이스 하키팀이다.

## 역대 홈경기장
| 로체스터 아메리칸스 |             |          |                 | |
| 경기장              | 사용기간    | 수용인원 | 장소            | 비고 |
| 블루 크로스 아레나  | 1956년~현재 | 10,669명 | 뉴욕주 로체스터 | 로체스터 시빅 센터 아레나 (개장전) 로체스터 워 메모리얼 (1955년~1998년)                                                                           |
| 키뱅크 센터         | 2012년~현재 | 19,070명 | 뉴욕주 버펄로   | 크로스로즈 아레나(개장전~1996년) 마린 미들랜드 아레나(1996년~1999년) HSBC 아레나(2000년~2011년) 퍼스트 나이아가라 센터(2011년~2016년) 제2홈경기장 |